# Michel Diogoye Diouf
Michel Diogoye Diouf (Madina Gounass, 19 de abril de 1989) es un jugador de baloncesto senegalés. Mide 2,07 metros, y juega en la posición de pívot en el CD Huelva Baloncesto de la Segunda FEB.

## Trayectoria
En edad junior ya debutó en la LEB2 donde jugó 13 partidos, y 12 con el filial de EBA aparte de participar en el circuito sub-20 donde ha sido uno de los mejores jugadores del torneo. Jugó también el campeonato junior donde se quedó con la medalla de plata frente al F.C. Barcelona.
En su primera temporada completa en la LEB Plata ya fue uno de los jugadores más valorado del equipo, y estuvo entre los mejores anotadores y reboteadores y fue el mejor taponador de la categoría (1,94 tapones por partido) seguido de lejos de otro africano, Mamadou Samb (1,53 tapones por partido). En su segunda temporada completa en la LEB Plata ha seguido con su progresión, y no solo fue el más valorado de su equipo sino que ha tenido importantes apariciones en los rankings siendo el 3.º mejor taponador (1,8 tapones por partido), el 5º mejor reboteador (7,6 rebotes por partido) y el 6º jugador más valorado de toda la liga (16,7 de valoración media)y desde estos momentos seguido por muchos scouts de la nba.
En 2009 el CB Tarragona 2017 y el Cajasol Sevilla llegaron a un acuerdo para la cesión del jugador. Diouf permaneció en el club catalán durante dos temporadas, donde hizo buenos números segundo más valorado del equipo y segundo mejor taponador de la liga. En julio de 2011 se confirmó su fichaje por el Palencia Baloncesto para la disputa de la temporada 2011/12. En enero de 2012, Baloncesto Fuenlabrada ficha al jugador para sustituir al lesionado de larga duración Mouhamed Saer Sené. Debuta en ACB ante el  Blancos de Rueda Valladolid.
En verano de 2015, se marcha al Bakken Bears de la Basketligaen, la primera categoría del baloncesto danesa.
El 27 de febrero de 2025, firma por el CD Huelva Baloncesto de la Segunda FEB.

## Clubes
- 2006-2007 LEB 2 y EBA Qalat Caja San Fernando
- 2007-2009 LEB Plata Qalat Cajasol
- 2009-2011 LEB Oro. CB Tarragona
- 2011-2012 LEB Oro. Palencia Baloncesto Deja el club en enero
- 2012-2013 ACB. Baloncesto Fuenlabrada
- 2013-2014 LEB Oro. Club Baloncesto Breogán
- 2014-2015 LEB Oro. Ford Burgos
- 2015-2024 Basketligaen. Bakken Bears
- 2025-actualidad Segunda FEB. CD Huelva Baloncesto